# Cuisine sicilienne

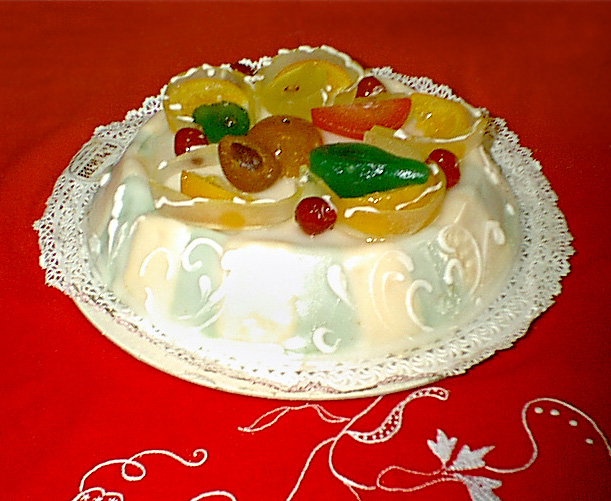
Cassata à la mode de Palerme.

La cuisine sicilienne est la cuisine qui se pratique dans l'île de Sicile, en Italie. Bien qu'elle soit principalement fondée sur la cuisine italienne, elle a également subi des influences espagnole, grecque et arabe.
La cuisine sicilienne constitue une culture gastronomique complexe et multiforme. Elle porte des traces qui montrent les contributions de toutes les civilisations qui se sont établies en Sicile, dans les deux derniers millénaires. Les habitudes alimentaires de la Sicile grecque étaient déjà connues dans le monde antique, grâce aux œuvres d'Archestrate.
Les monsù, les cuisiniers français des familles nobles, les desserts arabes et les abats cuisinés dans la rue à la manière juive, contribuent à la variété de la cuisine sicilienne.

## Ingrédients

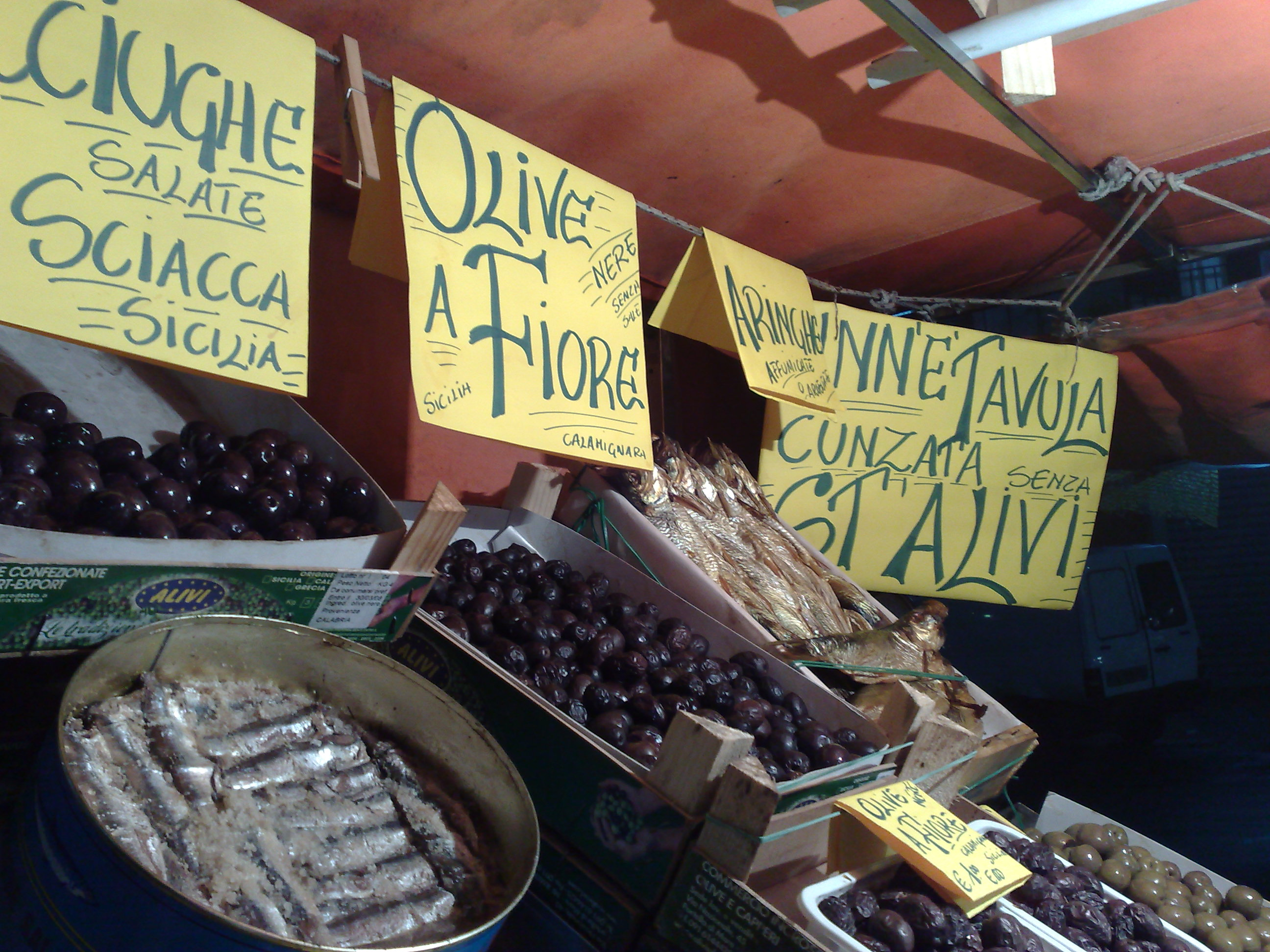
Olives en vente à Palerme.

La cuisine sicilienne utilise exclusivement de l'huile d'olive extra-vierge. Le beurre est peu utilisé et le saindoux n'est employé que pour amollir la pâte utilisée dans certains desserts. Les principaux ingrédients sont végétaux et marins (poissons et fruits de mer). La viande est rarement utilisée, une attention spéciale étant portée aux abats. Le poisson est traditionnellement fréquent sur les tables siciliennes, servi frais, aromatisé à l'huile, à l'ail et avec des olives, des câpres, de la chapelure ou de l'orange.
Le sel est le plus souvent marin. Les plats sont mis en valeur par les herbes aromatiques abondantes en Sicile : basilic, persil, menthe, laurier, origan, romarin, sauge, oignon sauvage, graines de fenouil et fenouil sauvage, ainsi que jasmin, pignons, raisins secs, chapelure grillée (muddica), écorce d'orange, jus de citron, etc. De nombreuses recettes utilisent la sauce aigre-douce. Parmi les ingrédients utilisés, on trouve également les amandes, les noisettes et les pistaches, tant dans la préparation des desserts et des boissons que pour agrémenter riz et pâtes.
Au centre du repas, il y a les plats de pâtes comme la pasta 'ncasciata ou de légumes (fèves fraiches ou séchées, lentilles, épeautre, pois chiches). Dans la province de Trapani, le couscous de poisson est très répandu, préparé à la maison avec de la semoule de grain dur.
Le pain accompagne tous les repas. Il sort du four deux à trois fois par jour et est consommé frais. Dans l'île, on trouve de nombreuses sortes de pains, souvent parsemés de sésame. L'île produit de nombreuses variétés de fromages, à partir de lait de vache ou de chèvre. Elle possède aussi une solide tradition viticole, avec 28 cépages autochtones, 21 vins d'origine contrôlée et 7 millions d'hectolitres produits par an.
Les desserts, souvent liés à des traditions religieuses sont frits, cuits au four ou servis à la cuiller. Ils sont majoritairement à base de fruits frais secs. La ricotta de brebis sucrée est très utilisée, ainsi que le miel et le chocolat, qui est travaillé artisanalement à Modica. Les glaces et les granita tiennent un rôle important dans la vie quotidienne en Sicile, et existent dans des centaines de parfums différents ; c'est d'ailleurs en Sicile que la production moderne des glaces a été inventée au XVIIe siècle.

## Cuisine de rue

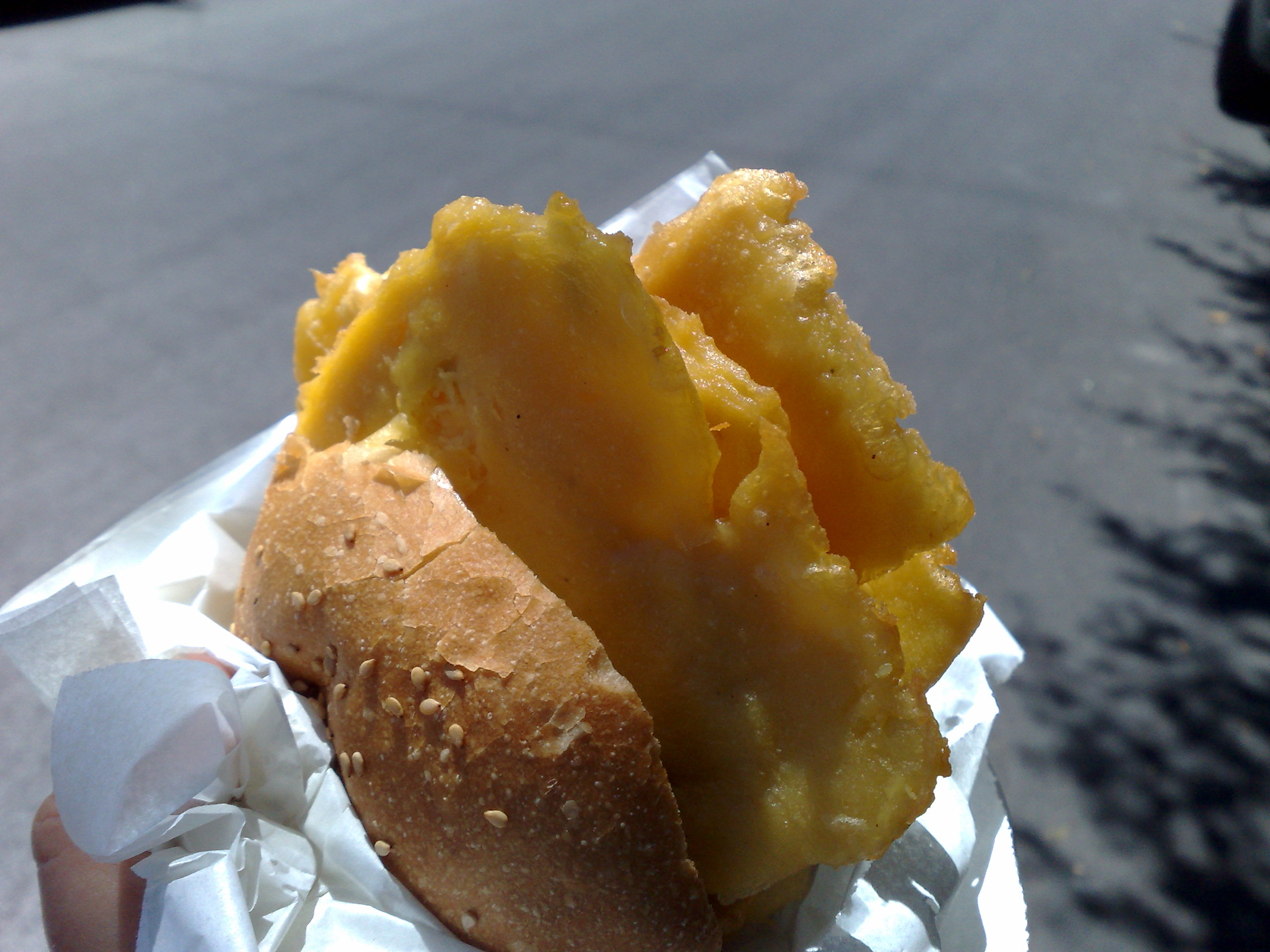
Pane e panelle, ou pain et beignets.

Les arancini sont la nourriture de rue la plus répandue. Il s'agit d'une boule ou d'un cône de riz pané et frit, de 8 à 10 cm de diamètre, généralement farci de sauce à la viande, de pois et de caciocavallo ou dans une version encore plus traditionnelle de Tuma (un fromage typiquement sicilien), ou de jambon cuit en dés et de mozzarella au beurre et à la béchamel. Le nom dérive de la forme originale et de la couleur dorée typique, rappelant une orange, bien que dans l'est de la Sicile, des arancini peuvent également être trouvés avec une forme conique, pour symboliser le volcan Etna.
Il existe beaucoup d'autres préparations rapides et bon marché, en vente auprès des étalages ou des kiosques en pleine rue : pain et capuliatu, frittola (bœuf lyophilisé frit), musso (museau), pane e panelle (pain et beignets de pois chiches), pani câ mèusa (pain avec rate de bœuf), plantes potagères (frites à la poêle (chardons, choux-fleurs)), quarume (viscères de bœuf bouillis), stigghiole (brochette d'intestins d'agneau), scaccia ragusana, calzone, scacciata, braciolette alla messinese, etc.

### Sfincionepalermitain

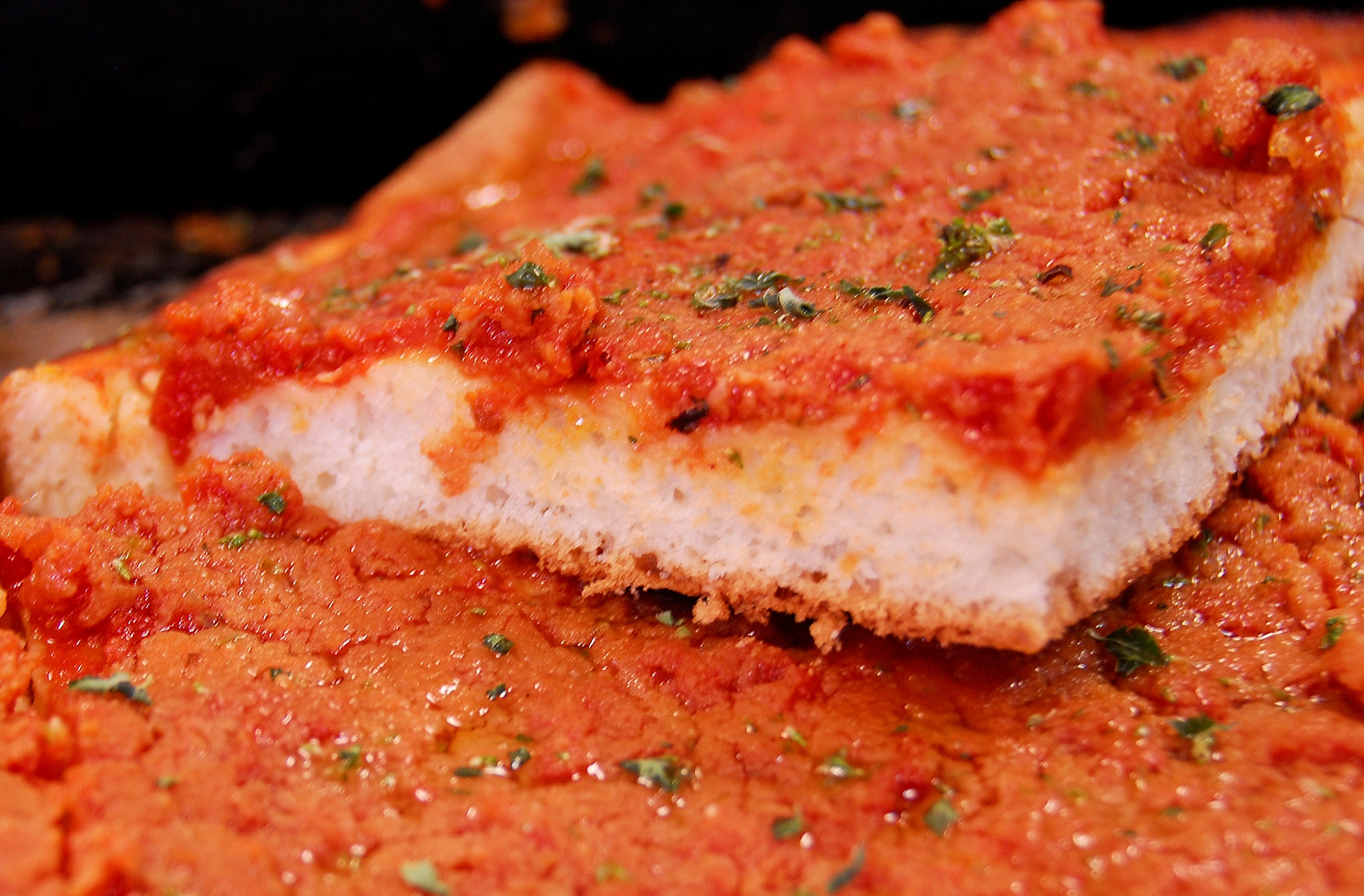
Tranche de sfincione palermitain.

Il existe plusieurs variantes siciliennes de la pizza, dont le sfincione que l'on trouve à Palerme. Celui-ci est un produit typique à mi-chemin entre une pizza et une focaccia. La pâte, douce et savoureuse, est assaisonnée avec des produits typiques siciliens, comme de la sauce tomate et du caciocavallo. La saveur de l'huile d'olive et de l'oignon doux sont les points les plus caractéristiques du sfincione.
Il est commercialisé artisanalement dans les boulangeries et près de la Porta Sant'Agata, par des vendeurs ambulants qui parcourent les rues de la ville à bord de tricycles ou de lapini et invitent à déguster leurs produits en criant à travers un mégaphone.

## Apéritifs
Les apéritifs siciliens classiques (antipasti) sont à base d'olives, tomates séchées, fromages, focaccias farcies, omelettes et crêpes ou encore poulpe, poisson mariné, fruits de mer et légumes.

## Plat principal

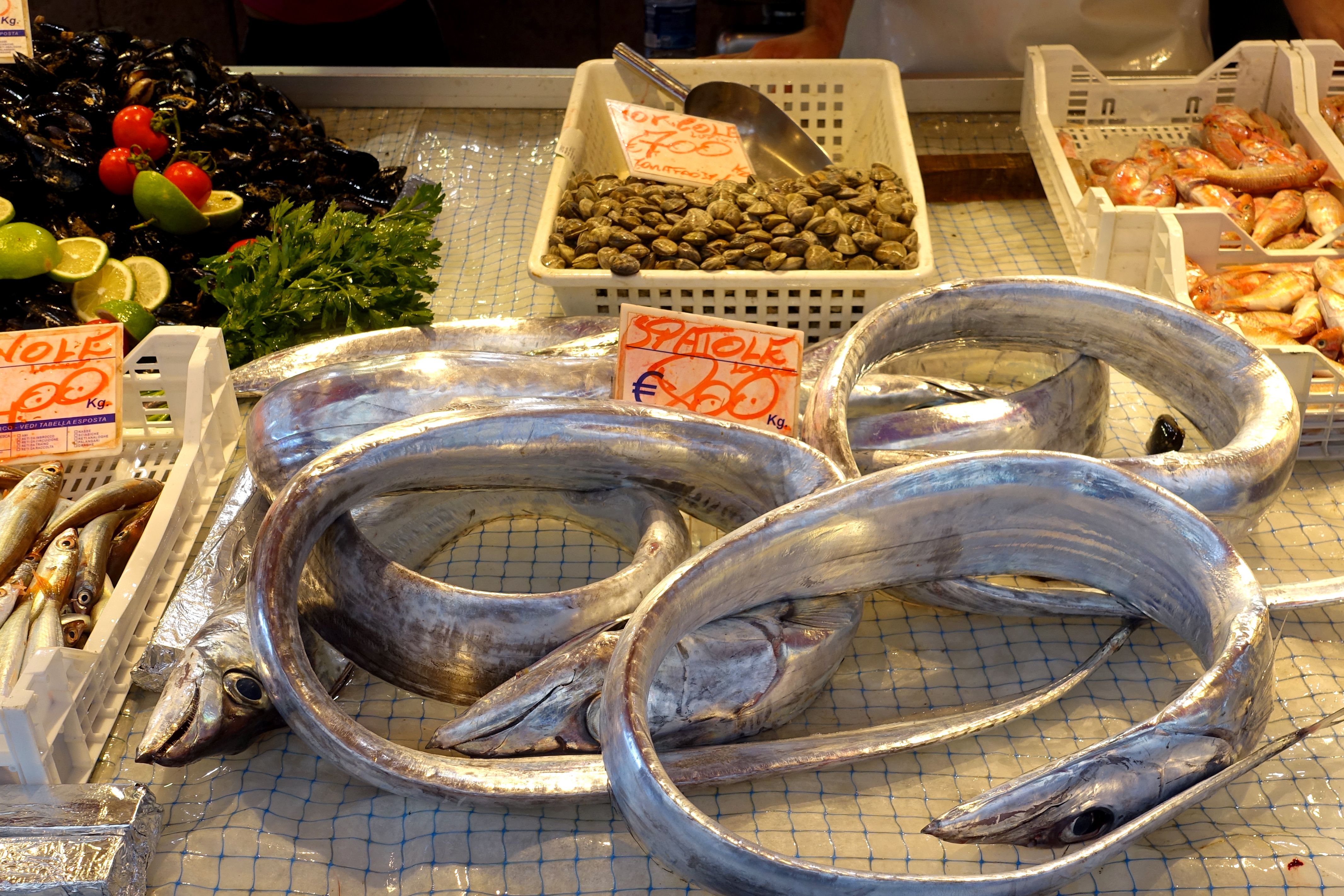
Poisson frais à Syracuse.

On compte parmi les plats traditionnels de la cuisine sicilienne :
- Artichauts farcis de chapelure grillée, assaisonnés d'ail, d'huile, de persil et de riz.
- Poivrons cuits au milieu des braises, ensuite pelés, assaisonnés de sel, d'huile et parfois de tomates cuites et transformées de la même manière.
- Coniglio alla pattuisa : lapin parfumé à la menthe, à la sauge, au romarin, à l'ail (ou à l'oignon), au laurier, aux olives, au vinaigre et / ou au vin, cuit dans une casserole ou une poêle.
- Coniglio alla stemperata
- Falsomagro
- Rouleaux de viande
- Espadon a la ghiotta
- Soupe de poisson
- Sarde a beccafico
- Braciolette alla messinese
- Trigghiuledda, c'est-à-dire une omelette de très petits rougets farinés et frits avec des morceaux de tomates cerises et du basilic, en forme d'omelette.
- Capputtedda, une omelette de très petits calmars et seiches, faite de la même manière que le trigghiuledda susmentionné.
- Raies frites et assaisonnées dans une sauce aigre-douce.
- Calmars et seiches farcis.
- Sabre argenté pané et frit ou au four , etc.

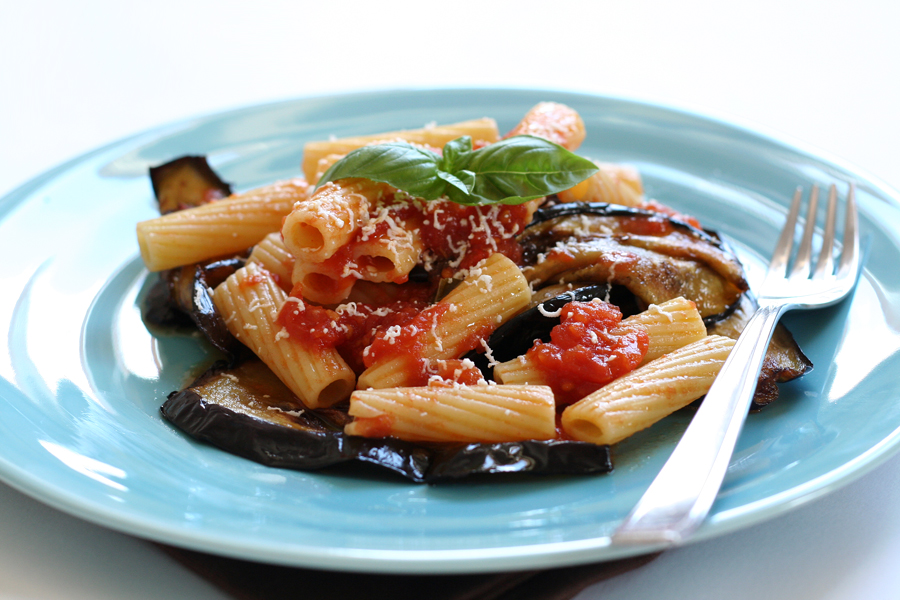
Pasta alla Norma.

Comme ailleurs en Italie, les pâtes (primo piatto)  sont consommées quotidiennement. Préparées fraiches fait maison ou achetées en pack dans les supermarchés, leur usage est varié et se décline en différents plats, parmi lesquels :
- busiati, accommodés de façons variées ;
- pasta con le sarde ;
- pasta avec pesto de pistachier ;
- pasta alla Norma ;
- pasta au noir de sépia ;
- pasta ca nunnata;
- pasta avec capuliatu ;
- pasta frite ;
- pasta 'ncasciata ;
- pasta avec pesto alla trapanese ;
- spaghettis aux oursins ;

## Ricotta

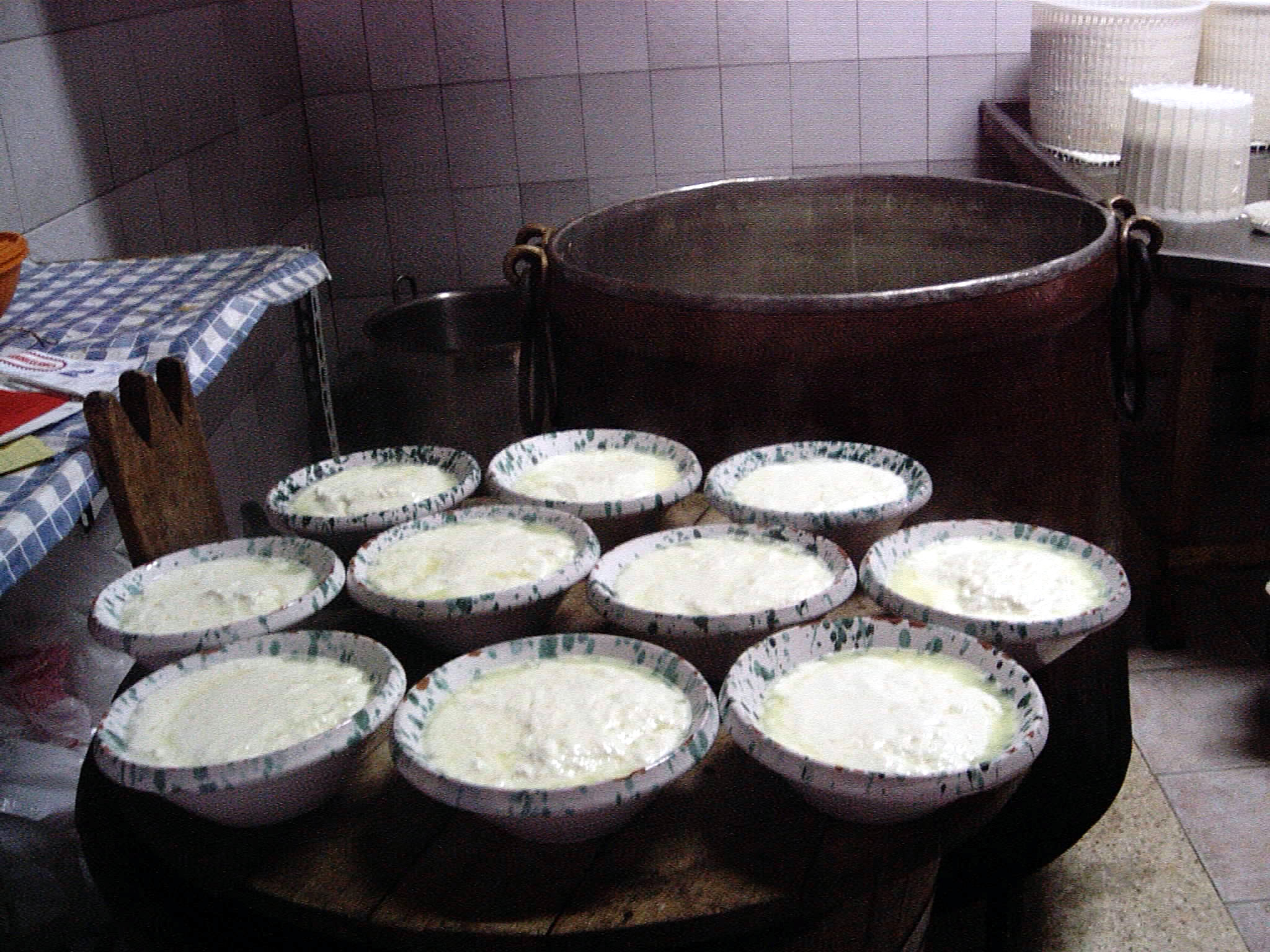
Ricotta.

La ricotta est un aliment traditionnel en Sicile. Elle est la base de sa confiserie et de son secteur culinaire en général. Par exemple, les cannoli ou cassata siciliens tirent leur saveur caractéristique de la crème de ricotta. La même chose s'applique à d'autres plats, comme la ricotta chaude (aussi sucrée) ou des plats salés composés de garniture ou de couverture de ricotta. Un exemple est les pâtes cuites au four, les pâtes fraîches, les raviolis, le parmesan et tout ce qui est utilisé pour un assaisonnement avec du fromage ricotta.

## Fromages

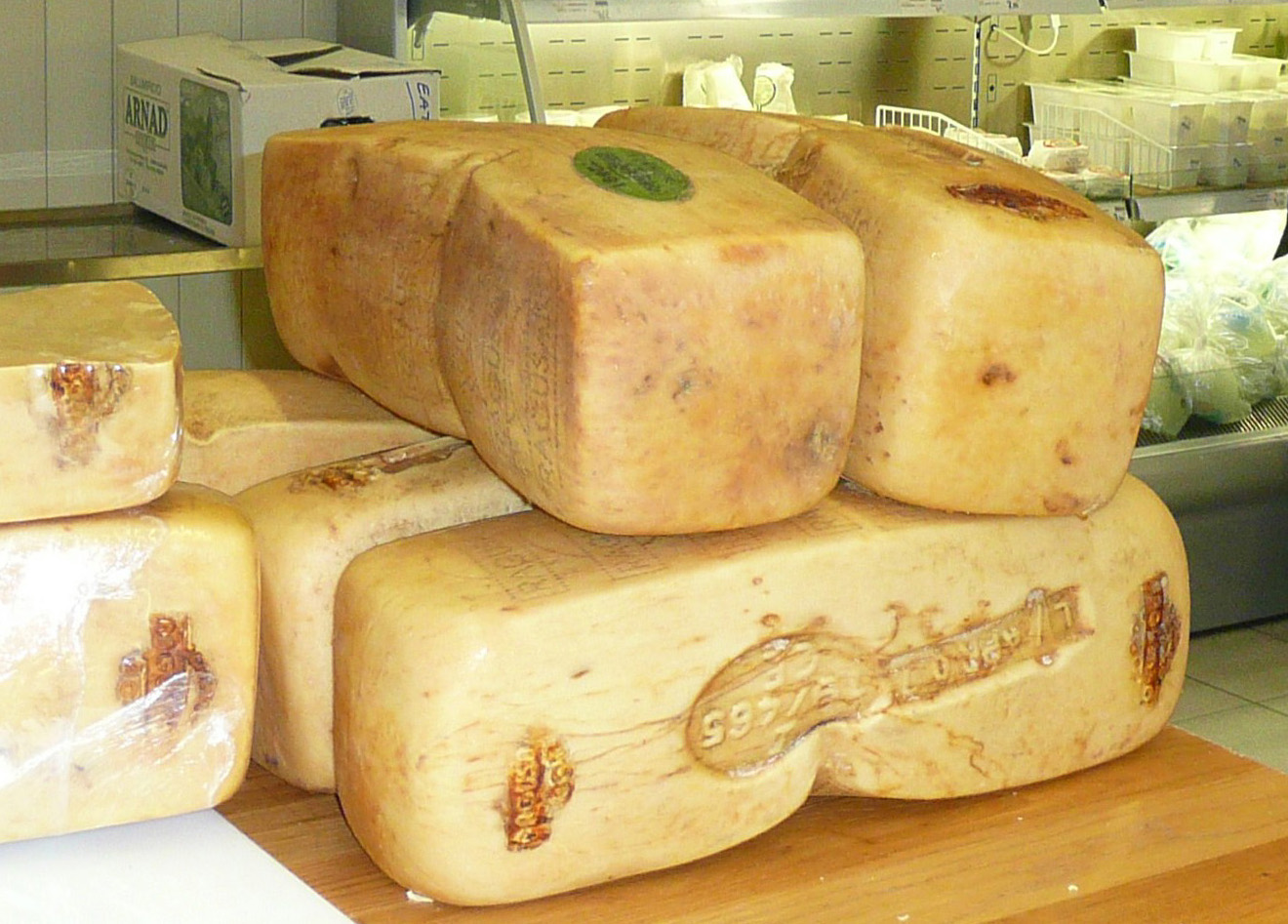
Caciocavallo ragusano DOP.

Le fromage est un aliment ancien. En Sicile, il était déjà produit à l'époque archaïque et était très apprécié de la population. Par exemple, en Sicile, lorsqu'on souhaite faire un cadeau de bienvenue, on peut offrir du fromage frais en signe d'appréciation pour la bonne nourriture ; il est généralement accompagné dans un panier de vin, de ricotta et d'autres produits faits maison. L'île est productrice de nombreuses variétés de fromages : de lait de vache, de brebis, de chèvre et récemment aussi de bufflonne.
On trouve des fromages fins et rares, à partir du Fiore sicano à base de lait de vache entier, au Maiorchino, un fromage à pâte dure à base de lait de brebis entier ou encore le célèbre Caciocavallo ragusano DOP. La région de Raguse, par exemple, possède une race bovine autochtone, la race Modicana. Les vaches passent du temps dans les pâturages à l'état sauvage avec de rares ajouts de foin. La végétation spontanée de la région de Raguse est particulière et confère au lait des caractéristiques uniques, dont est issu la ricotta iblea.

## Huile

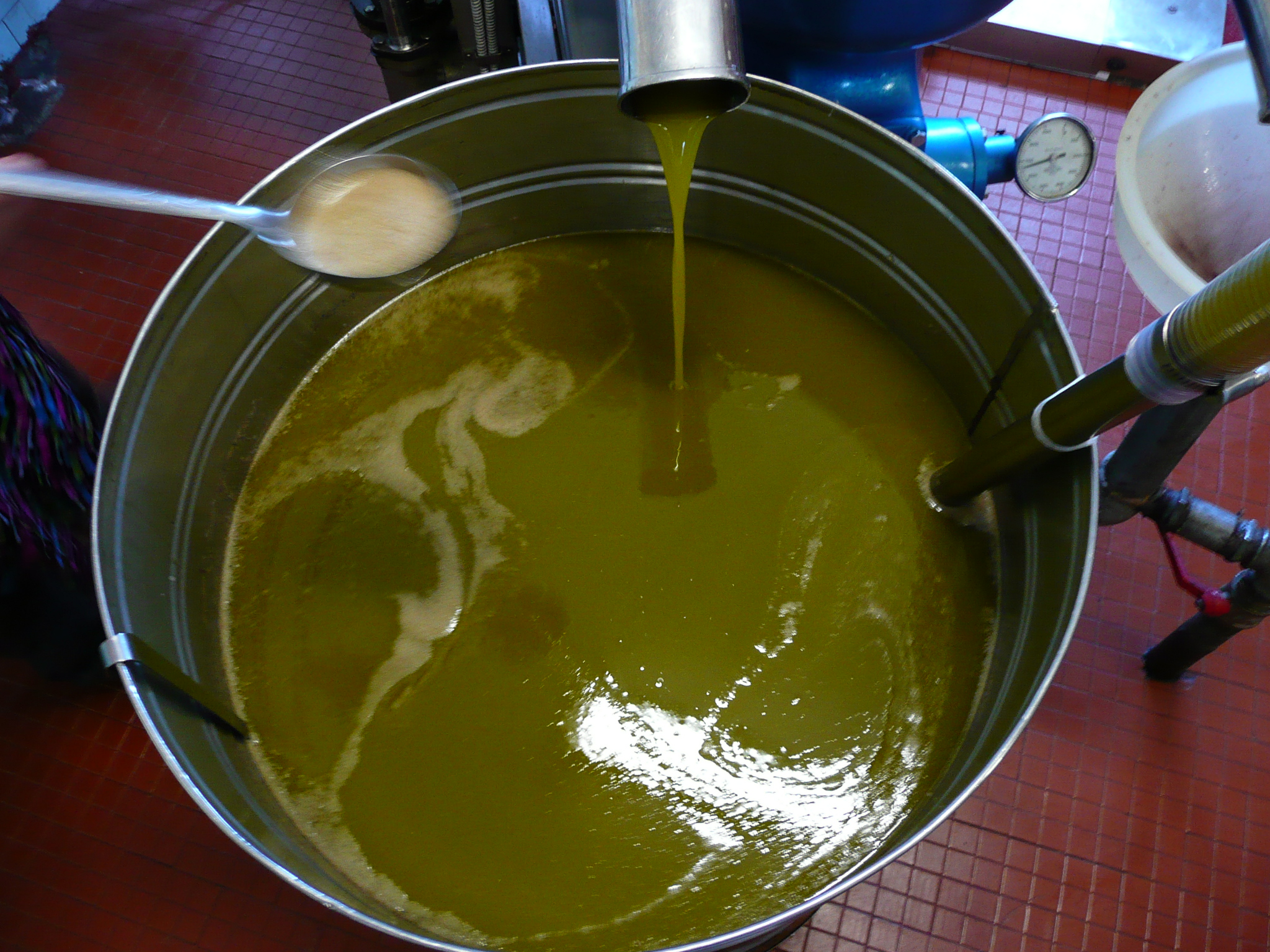
Olio d'oliva novello (extra vierge).

La culture de l'olivier est une tradition ancienne en Sicile. En plus de faire de l'huile, les olives sont également vendus au kilo pour l'assaisonnement. En langue sicilienne, elles sont appelés alivi cunzati, avec du vinaigre, de l'ail, du persil, du poivre, de l'origan, des tranches de carotte, du céleri, du piment haché et de l'huile.
L'huile d'olive extra vierge est utilisée presque exclusivement dans la conception des plats, à la fois pour la cuisson et pour l'assaisonnement.
Il existe de nombreux types d'olives en Sicile et dont sont issues nombreuses huiles fines DOP (AOP) comme :
- huile de l'Etna (produite en Sicile nord et centre-orientale)
- huile des monts Iblei (produite en Sicile sud-orientale)
- huile de Mazara del Vallo (produite en Sicile occidentale)
- huile de Valdemone (produite en Sicile nord-orientale)
- huile de la vallée du Belice (produite en Sicile occidentale)
- huile des Vallées Trapanesi (produite en Sicile occidentale)

## Légumes

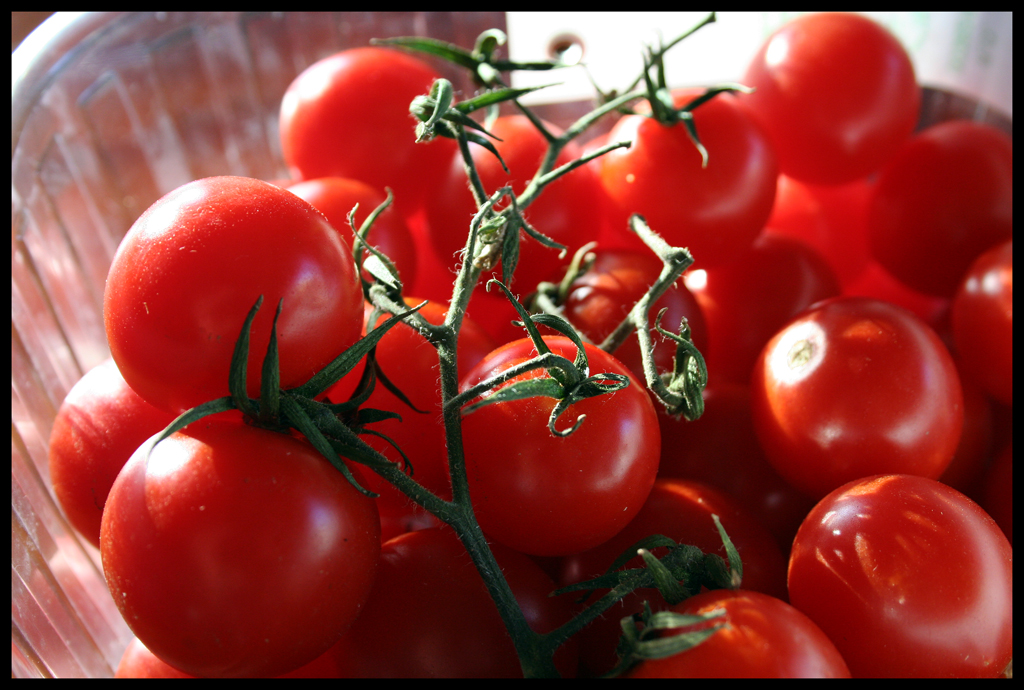
Tomates cerises.

Les légumes sont les aliments de base de nombreux plats. L'île regorge de légumes sauvages qui poussent spontanément et ont toujours représenté un aliment économique apprécié par la population locale.
L'île offre une gamme variée en légumes de culture : courgette (cucuzza en sicilien) et talli (taddi en dialecte), brocoli, laitue, roquette, asperges, tomates cerises, aubergines, artichauts, poivrons, carottes, fenouil, oignons, concombres et bien d'autres. Les légumes de l'île ont été déclarés produits agroalimentaires traditionnels italiens (PAT), et dans certains cas IGP, pour leur qualité territoriale singulière.

## Sel de mer
Le sel utilisé est principalement du sel de mer. La production de sel est traditionnelle en Sicile. Elle est  l'une des régions productrices de sel en italie (avec la Calabre et l'Émilie-Romagne) avec une production concentrée à Trapani où le sel de mer de Trapani IGP est collecté.
Le muluneddo était un conteneur historique composé de tiges cylindriques attachées entre elles. Le muluneddu était censé conserver un sel assez précieux dans les cuisines siciliennes, car il était encore plus fin que le sucre glace actuel. Ce type de sel se forme dans les marais salants ; sur les côtés de ceux-ci fleurissait cette mince platine salée, appelée « sels scuma » (« mousse de sel »), que les sauniers collectaient et inséraient à l'intérieur du meluneddi .

## Poissons et crustacés
Le poisson occupe une place importante dans la cuisine sicilienne. Il est utilisé à la fois dans les entrées et les plats principaux. Il peut généralement être acheté sur les marchés quotidiens ou hebdomadaires dans presque tous les endroits de l'île. Certains marchés ne proposent que du poisson.
Le poisson se trouve généralement frais, pêché le même jour et immédiatement apporté au marché.

## Fruits

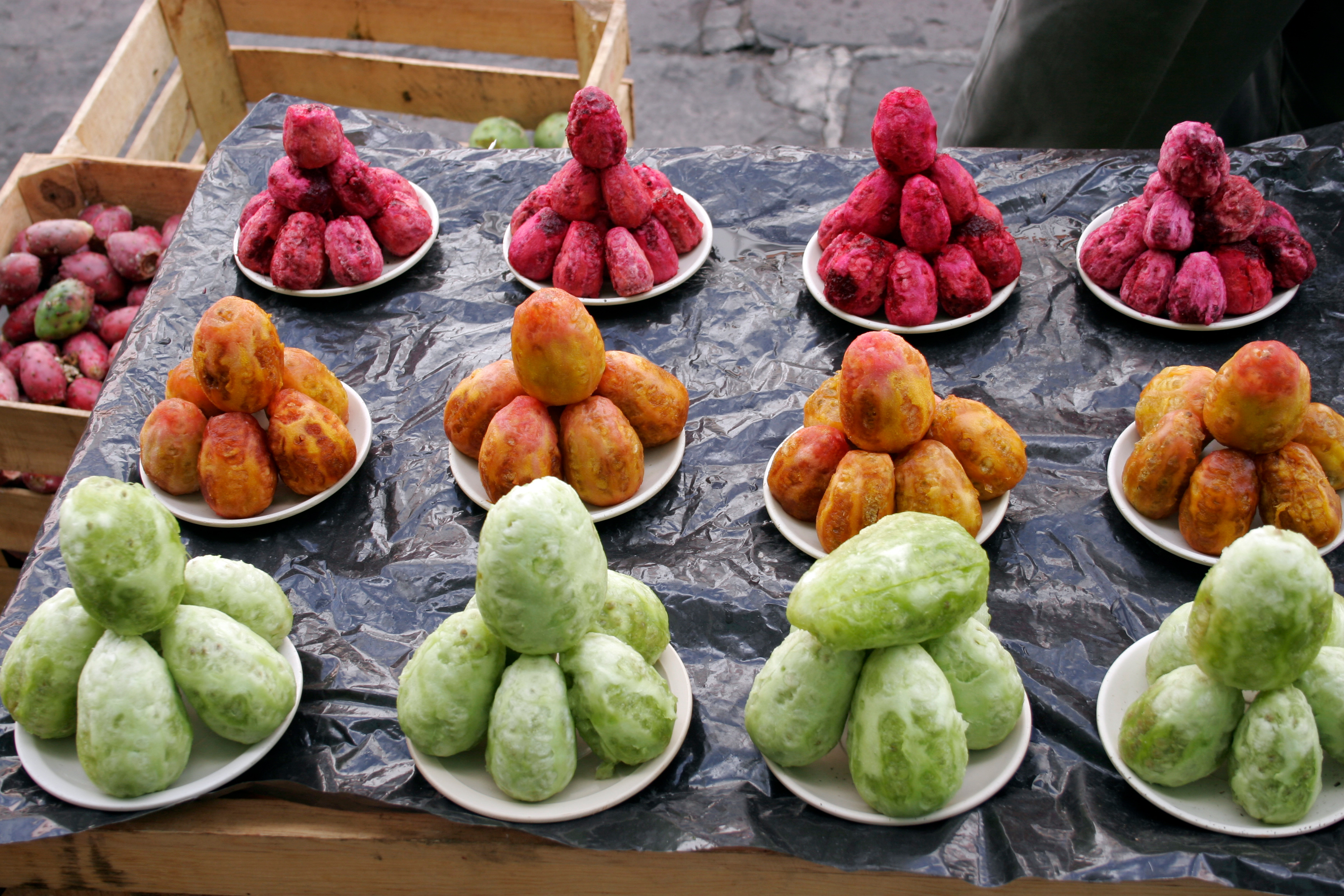
Figues de Barbarie.

La situation géographique de la Sicile favorise la culture de fruits et légumes qui occupent une place importante dans la cuisine de l'île. Les fruits, comme dans d'autres régions d'Italie, sont traditionnellement consommés en fin de repas. Beaucoup de fruits tels qu'abricots, coings, figues et agrumes sont utilisés pour les confitures (y compris le cutugnata fait avec des coings).
Les fruits dits exotiques — kiwis, bananes, ananas et autres — forment avec pêches, poires, pommes, fraises et raisins la salade de fruits, plat de fruits mélangés agrémentés de jus d'orange et de sucre, très consommé surtout en été. Avec les peaux d'oranges sont réalisés des fruits confits. Avec melon, pastèque et d'autres types de fruits, on prépare de la crème glacée, garnie de fraises, citrons, pêches, amandes, mûres, etc. On peut aussi élaborer des granités. Certains types de fruits peuvent également être cuits, tels que la poire.

## Pâtisserie sicilienne

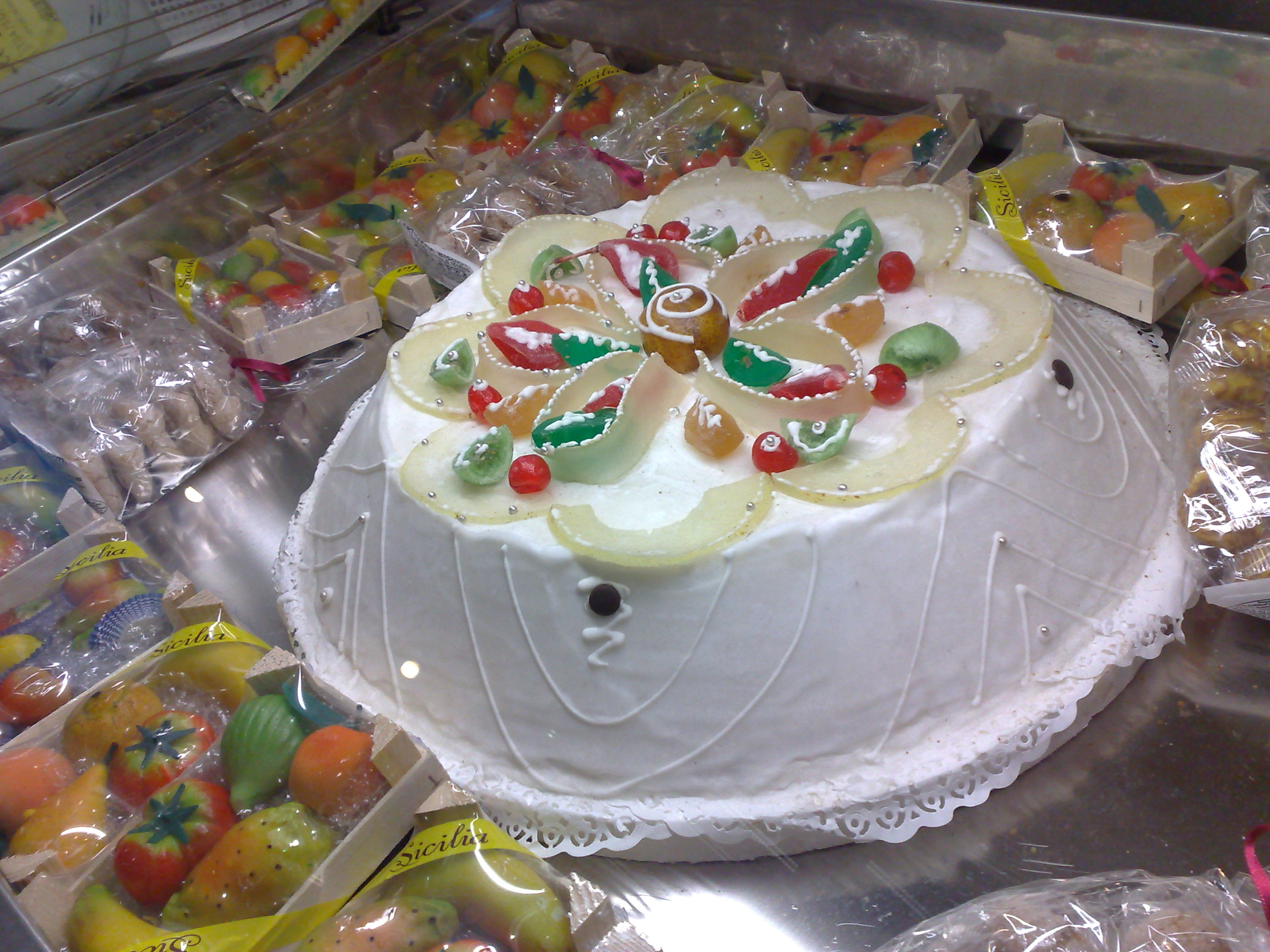
Cassata Sicilienne à la mode de Palerme.

Il existe des centaines de variété de bonbons siciliens. Parmi les desserts les plus courants on trouve la cassata sicilienne, préparée avec de la génoise, de la ricotta, du glaçage et des fruits confits. Il est réputé pour sa consistance et sa saveur et se décline en deux versions : la classique et la pâtissière (galette sablée fourrée à la crème de ricotta, sans décorations de massepain et de fruits confits, saupoudrée de sucre en poudre et de cannelle en poudre). Un autre dessert célèbre est le cannolo.
Habituellement, le remplissage des desserts est fait avec de la ricotta de brebis sucrée, mais dans certaines régions de l'est de la Sicile, la ricotta au lait de vache est utilisée, plus délicate et avec une saveur de crème fraîche et d'herbes des champs, grâce aux anciennes méthodes de traitement et à la végétation spontanée.
Modica est connue pour son chocolat,.

## Vins
Le vin le plus connu de la région est le Cerasuolo di Vittoria, le seul DOCG de la Sicile. D'autres vins typiques sont le Vittoria Nero d'Avola DOC, Ambrato di Comiso, Albanello, Valcanzjria  DOC, Grillo, Ansonica, Frappato, Syrah, etc. La Sicile comprend 22 vins avec une appellation d'origine contrôlée (DOC), une appellation d'origine contrôlée et garantie (DOCG) et 7 vins avec une indication géographique typique (IGT).

### Vins DOCG
- Cerasuolo di Vittoria

### Vins DOC
- Alcamo
- Contea di Sclafani bianco
- Contessa Entellina
- Delia Nivolelli
- Eloro
- Erice
- Etna
- Faro
- Malvasia delle Lipari
- Mamertino di Milazzo
- Marsala (DOC)
- Menfi
- Monreale
- Moscato di Noto
- Moscato di Pantelleria
- Passito di Pantelleria
- Riesi
- Salaputa
- Sambuca di Sicilia

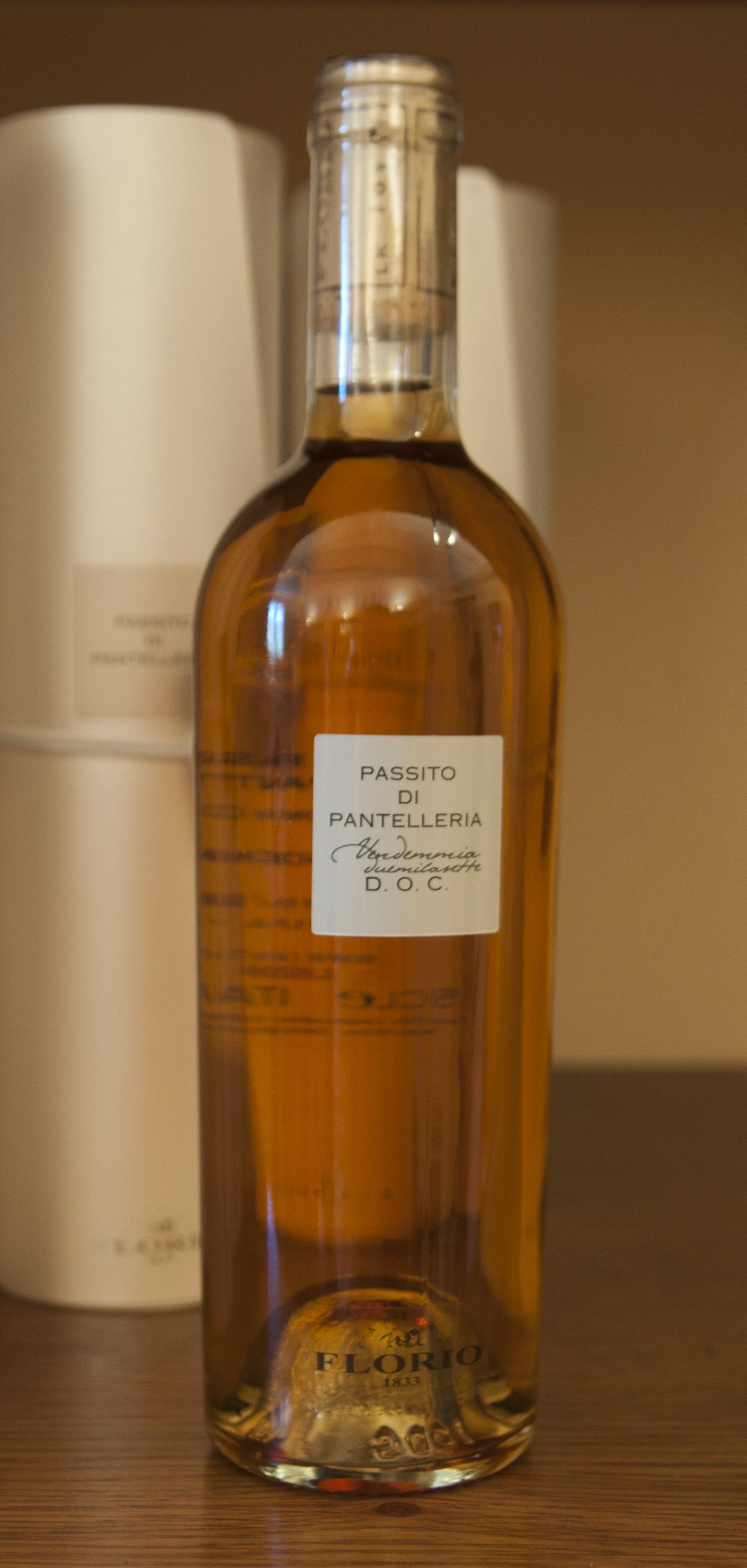
Passito di Pantelleria.

- Vino Santa Margherita di Belice DOC : Santa Margherita di Belice Rosso, Santa Margherita di Belice Rosso Riserva, Santa Margherita di Belice Nero d'Avola, Santa Margherita di Belice Sangiovese
- Sciacca
- Vittoria

### Vins IGT
- Vino Camarro IGT
- Vino Colli Ericini IGT
- Vino Fontanarossa di Cerda IGT
- Vino Salemi IGT
- Vino Salina IGT
- Vino Sicilia IGT
- Vino Valle Belice IGT

### Vins fortifiés

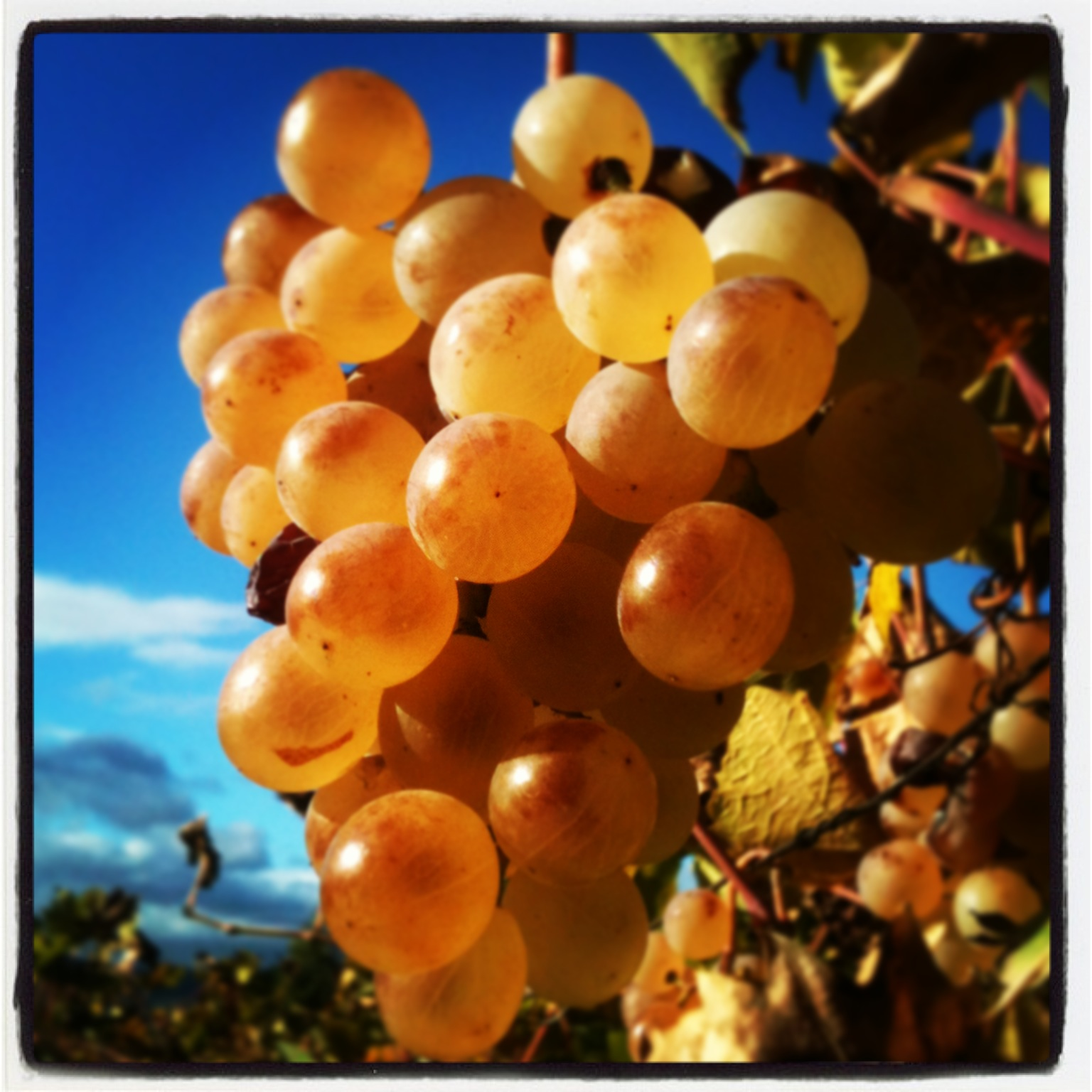
Muscat d'Alexandrie.

Les vins de liqueur sont ceux produits à partir d'un vin de base (avec une teneur en alcool d'au moins 12 %) avec addition de mistelle (moût auquel la fermentation a été bloquée par l'ajout d'alcool), d'alcool, de cognac ou de moût concentré (moût partiellement déshydraté), afin d'augmenter sa teneur en alcool. Les vins fortifiés sont également appelés vins liquoreux, parfois des vins alcoolisés. Leur titre alcoométrique global est toujours élevé, mais ne doit pas dépasser le double du vin de base, tandis que celui réalisé doit être compris entre 15 et 22 %.
- Zibibbo
- Muscat
- Moscato passito di Pantelleria
- Marsala (DOC)

## Liqueur
Il existe de nombreuses liqueurs en Sicile :
- liqueur de chocolat de Modica classique, piment, menthe et autres ;
- limoncello ;
- mandarinetto ;
- liqueur de laurier ;
- liqueur de fenouil ;
- liqueur d'orange ;
- liqueur de cannelle ;
- liqueur de menthe ;
- liqueur de miel.

## Miel

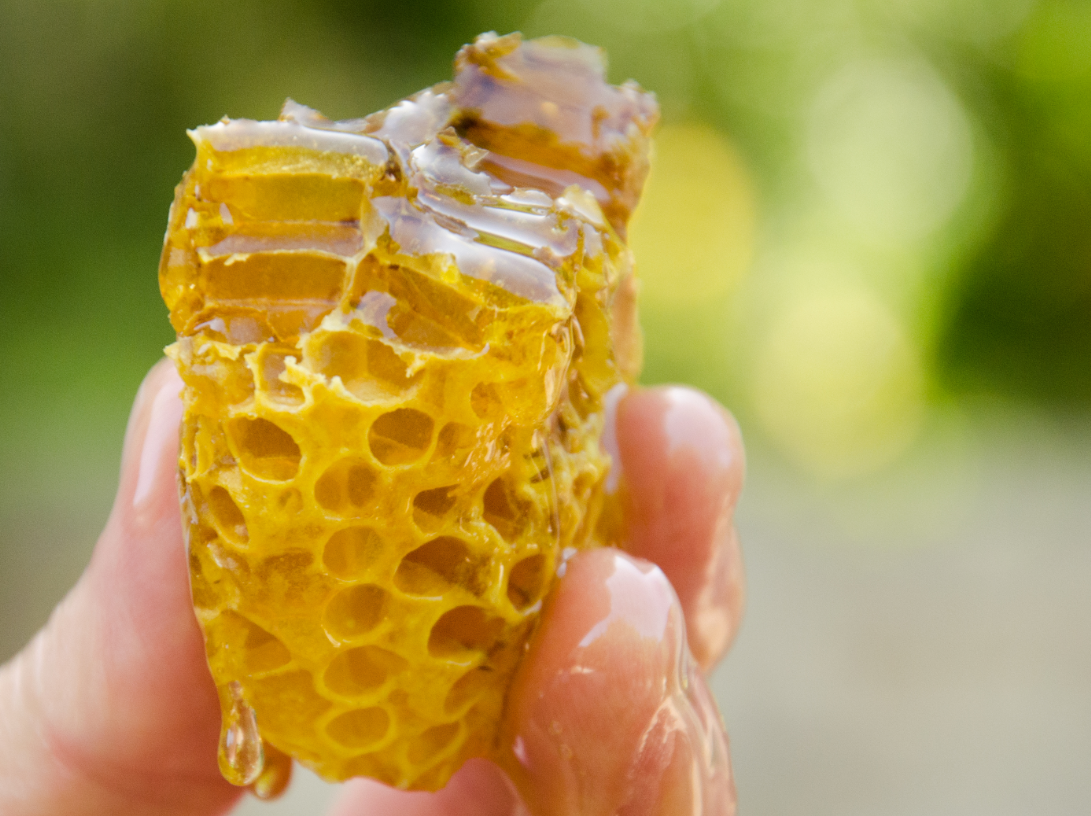
Miel Ibleo de la vallée d'Anapo.

La Sicile produit différents types de miel précieux, parmi les plus renommés au monde, comme le miel ibleo, 
le plus célèbre de Sicile.
On compte parmi les miels les plus célèbres de Sicile :
- miel de thym : en dialecte appelé U meli ri satra. La zone iblea représente le principal berceau de cette plante et donc sa plus grande production de miel en Italie. Le miel de thym est récolté entre fin juin et mi-juillet. Le thym hybléen a une saveur résolument forte et épicée. Sa couleur est un ambre intense ;
- miel à la zagara d'agrumes : puisque Syracuse est la plus grande zone de limonicola en Sicile (la zone de culture dédiée au citron de Syracuse est la plus grande zone de limonicola non seulement en Italie mais dans l'Union européenne) et représentant avec Catane et le Ragusano la plus grande zone de production d'oranges (orange sanguine de Sicile), le miel de zagara obtient ici ses résultats les plus significatifs : ce type de miel ibleo est l'un des plus recherchés ;
- miel d'eucalyptus : c'est un miel balsamique, beaucoup plus dense que les autres types de miel ;
- miel de sulla : plante caractéristique du sud de l'Italie, le miel qui en dérive est extrêmement clair et sa saveur est légère, de faible intensité, c'est pourquoi il est préféré dans l'utilisation générale de la préparation des plats ; surtout dans le nougat dur ;
- miel de caroubier : ce type d'arbre, propre à la Méditerranée et à la Sicile, est très présent dans la zone hybléenne, son miel est de couleur caramel, moyennement foncé et sa saveur est d'intensité moyenne ;
- miel de châtaignier : avec une couleur allant de l'ambre au brun foncé, il a un goût très fort.